# Hjalmarson & Högberg bokförlag
Hjalmarson & Högberg bokförlag är ett svenskt bokförlag, som grundades 1997. Förlaget ger ut romaner och fackböcker inom främst samhälle, politik och historia.